# Wellen
 Wellen  (en limburguès Wuèlle of Wille) és una municipi de Bèlgica que té aproximadament 7.000 habitants. Se situa a la província de Limburg, que forma part de la regió flamenca. Històricament, el poble formava part del comtat de Loon i, entre 1366 i 1794, del Principat de Lieja.

## Geografia
Wellen es troba al marge del riu Herk. Des de la fusió dels municipis del 1976 compta amb cinc nuclis: Wellen, Berlingen, Herten, Vrolingen i Ulbeek.
És un poble rural, al mig d'una regió de fructicultura. Antigament hi havia algunes indústries i al nucli de Vrolingen encara hi ha una fàbrica artesanal de xarop de Lieja, fet de pomes i de peres, una antiga especialitat de les regions de Haspengouw, Lieja i el país de Herve.
Avui, el poble esdevé cada dia més residencial i moltes terres de conreu s'urbanitzen.

## Història

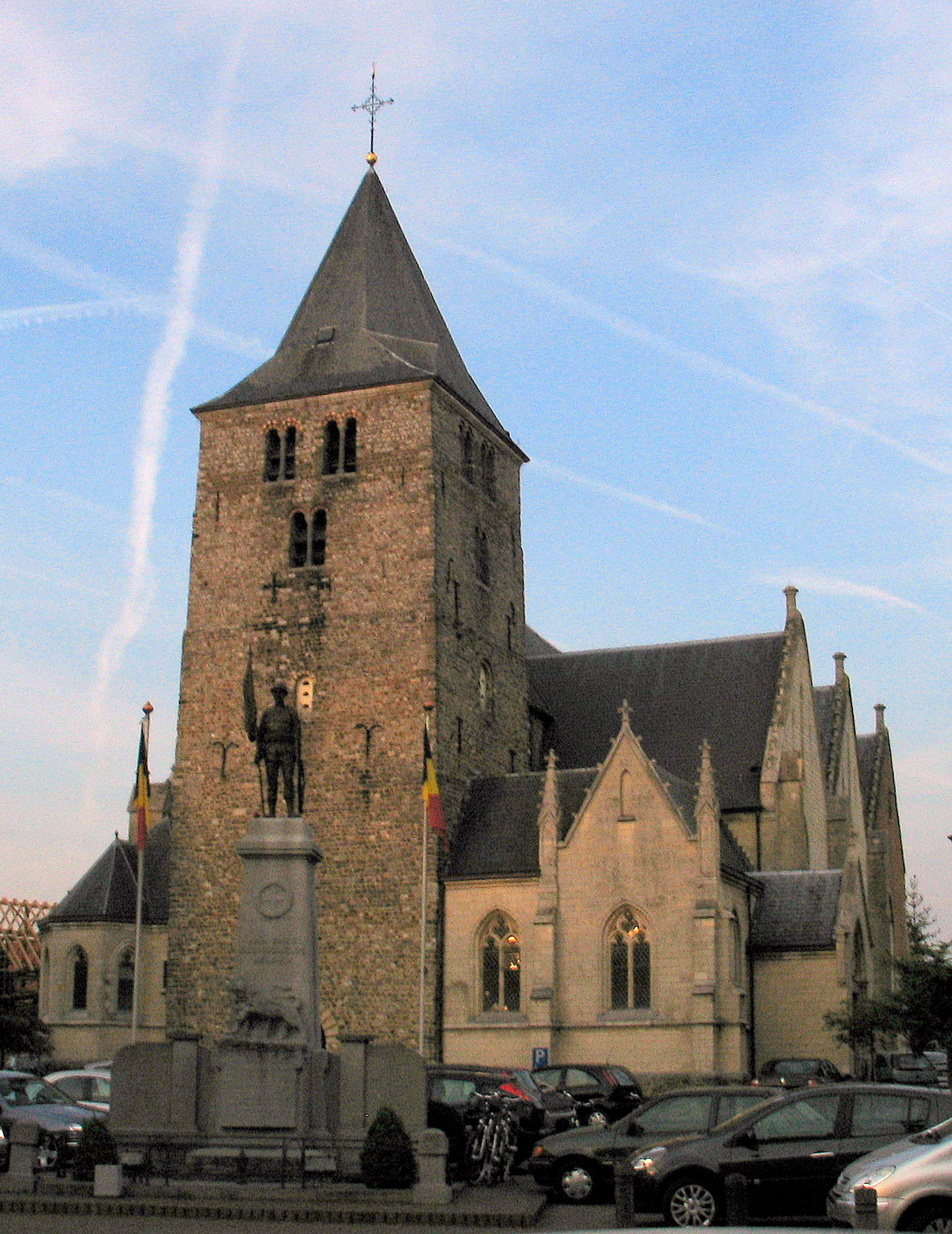
Església de Joan Baptista

Els primers vestigis de població trobats al territori del municipi daten de l'època dels Francs, als segles V a vii. Els primers esments escrits de Wellene o Welnis daten de la segona meitat del segle xii. El nom significaria "pou" o "font" (wel, en antic neerlandès). Una altra teoria pretén que el nom prové del llatí villa (mas, petita colònia).
El poble era una possessió de l'abadia de Munsterbilzen del qual l'abadessa era també princesa sobirana. L'abadessa tenia el poder polític, jurídic i religiós. En aquesta època el principi de la separació dels poders encara no existia.
Al segle xvii al poble s'hi va organitzar una "cacera de bruixes" en la lluita que mantenien els batlles contra la banda de lladres anomenats els bokkenrijders. Tot i que l'existència d'aquesta banda sembla haver estat una invenció del poder jurídic, 31 acusats, tots habitants de Wellen, van ser executats. Més del 40% de la població mascle van ser suspectes durant aquest plet.
El malnom dels habitants del poble, bokkenrijders (cavalcadors de bocs), data d'aquest període violent.

## Monuments
- L'església de Joan Baptista, amb elements d'estil romànic (el campanar), gòtic i neogòtic.
- El molí Wellenmolen, llistat com patrimoni industrial.
- La fàbrica de xarop a Vrolingen.
- L'antiga fàbrica de cervesa Hayen, llistat com patrimoni industrial.
- La plaça major del nucli d'Ulbeek, que va inspirar la construcció de la plaça del museu a cel obert de Bokrijk.
- El parc natural Broekbeemd.
- Uns masos quadrats típics.
- El castell Trockaert a Ulbeek, d'estil clàssic francès.